# خندق‌های سنگی قلعه سرورخان
خندق‌های سنگی قلعه سرورخان مربوط به دوره ساسانیان است و در ابرکوه، بین خیابان شهید مفتح و خبابان صفائیه، محله درب قلعه واقع شده و این اثر در تاریخ ۲۴ اسفند ۱۳۸۳ با شمارهٔ ثبت ۱۱۶۵۲ به‌عنوان یکی از آثار ملی ایران به ثبت رسیده است.